# Distrito electoral de Lincoln (condado de Frontier, Nebraska)
Lincoln (en inglés: Lincoln Precinct) es un distrito electoral ubicado en el condado de Frontier en el estado estadounidense de Nebraska. En el Censo de 2010 tenía una población de 27 habitantes y una densidad poblacional de 0,29 personas por km².

## Geografía
Lincoln se encuentra ubicado en las coordenadas 40°28′56″N 100°36′40″O / 40.48222, -100.61111. Según la Oficina del Censo de los Estados Unidos, Lincoln tiene una superficie total de 94.57 km², de la cual 94.57 km² corresponden a tierra firme y (0%) 0 km² es agua.

## Demografía
Según el censo de 2010, había 27 personas residiendo en Lincoln. La densidad de población era de 0,29 hab./km². De los 27 habitantes, Lincoln estaba compuesto por el 100% blancos, el 0% eran afroamericanos, el 0% eran amerindios, el 0% eran asiáticos, el 0% eran isleños del Pacífico, el 0% eran de otras razas y el 0% pertenecían a dos o más razas. Del total de la población el 0% eran hispanos o latinos de cualquier raza.